# Coppa dei Paesi Bassi 2018-2019 (pallavolo femminile)
La Coppa dei Paesi Bassi 2018-2019 si è svolta dal 15 settembre 2018 al 17 febbraio 2019: al torneo hanno partecipato 57 squadre di club olandesi e la vittoria finale è andata per la quarta volta, la seconda consecutiva, allo Sliedrecht.

## Regolamento
Il torneo prevede una fase preliminare, dove partecipano club impegnati nei tornei provinciali e amatoriali, prendendo parte a:
- primo round, che prevede gironi da quattro squadre e un round-robin, con gli incontri al meglio dei 3 set, che qualificano al turno successivo le sole prime classificate;
- secondo round, che prevede gironi da tre squadre e un round-robin, che qualificano al turno successivo solo le prime classificate.

Vi è poi la fase finale, che vede la partecipazione dei club di Eredivisie, prendendo parte, sempre in gara unica, a:
- ottavi di finale;
- quarti di finale;
- semifinali;
- finale.

## Squadre partecipanti
| - Activia - Alterno - Alterno 2 - Apollo 8 - Armixtos - Boemerang - Bolsward - Capelle - De Balkster Smashers - DeVoKo - Dinto - Donitas - Dynamo Apeldoorn - Dynamo Apeldoorn 2 - Emmen'95 | - Eurosped - Flamingo's '56 - Huizen - Inter Rijswijk - Irene - Kalinko - Keistad - Krekkers - KS Roosendaal - Ledûb - Leython - Next Volley Dordrecht - Olhaco - Olympia | - Orion - ORMI - Peelpush - Pegasus - RIVO - Rosstars - SSS - Set-Up'65 - Sliedrecht - Sneek - Spaarnestad - Sudosa-Desto - Thor - Tilburg | - US - Utrecht - Varsseveld - Velden - Veracles - VoCASA - Voltena - VTC - Wevo - WIK - WSV - WVC - Zaanstad - Zwolle |

## Torneo

### Round 1

#### Girone A

##### Risultati
| 15 settembre 2018 De Trime, Balk Durata: ? - Spettatori: ? | Dinto                | 0 - 2 | Sudosa-Desto         | 14-25, 18-25 |
| 15 settembre 2018 De Trime, Balk Durata: ? - Spettatori: ? | Bolsward             | 2 - 0 | De Balkster Smashers | 26-24, 25-22 |
| 15 settembre 2018 De Trime, Balk Durata: ? - Spettatori: ? | Bolsward             | 0 - 2 | Dinto                | 14-25, 22-25 |
| 15 settembre 2018 De Trime, Balk Durata: ? - Spettatori: ? | De Balkster Smashers | 0 - 2 | Sudosa-Desto         | 0-25, 0-25   |
| 15 settembre 2018 De Trime, Balk Durata: ? - Spettatori: ? | Sudosa-Desto         | 2 - 0 | Bolsward             | 25-13, 25-11 |
| 15 settembre 2018 De Trime, Balk Durata: ? - Spettatori: ? | De Balkster Smashers | 0 - 2 | Dinto                | 0-25, 0-25   |

##### Classifica
| Pos | Squadra              | Pt | G | V | P | SV | SP | Ratio | PF  | PS  | Ratio |
| --- | -------------------- | -- | - | - | - | -- | -- | ----- | --- | --- | ----- |
| 1   | Sudosa-Desto         | 6  | 3 | 3 | 0 | 6  | 0  |       | 150 | 56  |       |
| 2   | Dinto                | 4  | 3 | 2 | 1 | 4  | 2  |       | 132 | 86  |       |
| 3   | Bolsward             | 2  | 3 | 1 | 2 | 2  | 4  |       | 111 | 146 |       |
| 4   | De Balkster Smashers | 0  | 3 | 0 | 3 | 0  | 6  |       | 46  | 151 |       |

#### Girone B

##### Risultati
| 15 settembre 2018 Trasselt, Hoogeveen Durata: ? - Spettatori: ? | RIVO     | 0 - 2 | WVC      | 17-25, 20-25        |
| 15 settembre 2018 Trasselt, Hoogeveen Durata: ? - Spettatori: ? | Emmen'95 | 1 - 2 | Olhaco   | 22-25, 25-15, 12-15 |
| 15 settembre 2018 Trasselt, Hoogeveen Durata: ? - Spettatori: ? | Emmen'95 | 1 - 2 | RIVO     | 22-25, 29-27, 10-15 |
| 15 settembre 2018 Trasselt, Hoogeveen Durata: ? - Spettatori: ? | Olhaco   | 1 - 2 | WVC      | 25-23, 16-25, 5-15  |
| 15 settembre 2018 Trasselt, Hoogeveen Durata: ? - Spettatori: ? | WVC      | 2 - 0 | Emmen'95 | 25-10, 28-26        |
| 15 settembre 2018 Trasselt, Hoogeveen Durata: ? - Spettatori: ? | Olhaco   | 0 - 2 | RIVO     | 20-25, 13-25        |

##### Classifica
| Pos | Squadra  | Pt | G | V | P | SV | SP | Ratio | PF  | PS  | Ratio |
| --- | -------- | -- | - | - | - | -- | -- | ----- | --- | --- | ----- |
| 1   | WVC      | 6  | 3 | 3 | 0 | 6  | 1  |       | 166 | 119 |       |
| 2   | RIVO     | 4  | 3 | 2 | 1 | 4  | 3  |       | 154 | 144 |       |
| 3   | Olhaco   | 3  | 3 | 1 | 2 | 3  | 5  |       | 134 | 172 |       |
| 4   | Emmen'95 | 2  | 3 | 0 | 3 | 2  | 6  |       | 156 | 175 |       |

#### Girone C

##### Risultati
| 15 settembre 2018 De Haambrink, Mariaparochie Durata: ? - Spettatori: ? | DeVoKo   | 0 - 2 | Krekkers | 26-28, 15-25        |
| 15 settembre 2018 De Haambrink, Mariaparochie Durata: ? - Spettatori: ? | Rosstars | 2 - 0 | Wevo     | 26-24, 25-23        |
| 15 settembre 2018 De Haambrink, Mariaparochie Durata: ? - Spettatori: ? | DeVoKo   | 1 - 2 | Rosstars | 22-25, 25-16, 8-15  |
| 15 settembre 2018 De Haambrink, Mariaparochie Durata: ? - Spettatori: ? | Krekkers | 2 - 0 | Wevo     | 25-20, 25-22        |
| 15 settembre 2018 De Haambrink, Mariaparochie Durata: ? - Spettatori: ? | Wevo     | 2 - 0 | DeVoKo   | 25-22, 25-21        |
| 15 settembre 2018 De Haambrink, Mariaparochie Durata: ? - Spettatori: ? | Krekkers | 2 - 1 | Rosstars | 25-19, 25-27, 15-11 |

##### Classifica
| Pos | Squadra  | Pt | G | V | P | SV | SP | Ratio | PF  | PS  | Ratio |
| --- | -------- | -- | - | - | - | -- | -- | ----- | --- | --- | ----- |
| 1   | Krekkers | 6  | 3 | 3 | 0 | 6  | 1  |       | 168 | 140 |       |
| 2   | Rosstars | 5  | 3 | 2 | 1 | 5  | 3  |       | 164 | 167 |       |
| 3   | Wevo     | 2  | 3 | 1 | 2 | 2  | 4  |       | 139 | 144 |       |
| 4   | DeVoKo   | 1  | 3 | 0 | 3 | 1  | 6  |       | 139 | 159 |       |

#### Girone D

##### Risultati
| 15 settembre 2018 De Pickerhal, Eibergen Durata: ? - Spettatori: ? | Boemerang  | 0 - 2 | Pegasus    | 15-25, 15-25        |
| 15 settembre 2018 De Pickerhal, Eibergen Durata: ? - Spettatori: ? | Activia    | 2 - 1 | Varsseveld | 18-25, 25-17, 15-6  |
| 15 settembre 2018 De Pickerhal, Eibergen Durata: ? - Spettatori: ? | Pegasus    | 1 - 2 | Varsseveld | 25-23, 22-25, 12-15 |
| 15 settembre 2018 De Pickerhal, Eibergen Durata: ? - Spettatori: ? | Boemerang  | 1 - 2 | Activia    | 25-21, 16-25, 4-15  |
| 15 settembre 2018 De Pickerhal, Eibergen Durata: ? - Spettatori: ? | Varsseveld | 2 - 0 | Boemerang  | 25-19, 25-23        |
| 15 settembre 2018 De Pickerhal, Eibergen Durata: ? - Spettatori: ? | Pegasus    | 0 - 2 | Activia    | 16-25, 22-25        |

##### Classifica
| Pos | Squadra    | Pt | G | V | P | SV | SP | Ratio | PF  | PS  | Ratio |
| --- | ---------- | -- | - | - | - | -- | -- | ----- | --- | --- | ----- |
| 1   | Activia    | 6  | 3 | 3 | 0 | 6  | 2  |       | 169 | 131 |       |
| 2   | Varsseveld | 5  | 3 | 2 | 1 | 5  | 3  |       | 161 | 159 |       |
| 3   | Pegasus    | 3  | 3 | 1 | 2 | 3  | 4  |       | 147 | 143 |       |
| 4   | Boemerang  | 1  | 3 | 0 | 3 | 1  | 6  |       | 117 | 161 |       |

#### Girone E

##### Risultati
| 15 settembre 2018 Zuiderpoort, Budel Durata: ? - Spettatori: ? | Ledûb         | 2 - 1 | Velden        | 23-25, 25-20, 15-11 |
| 15 settembre 2018 Zuiderpoort, Budel Durata: ? - Spettatori: ? | Tilburg       | 2 - 0 | KS Roosendaal | 26-24, 25-22        |
| 15 settembre 2018 Zuiderpoort, Budel Durata: ? - Spettatori: ? | Ledûb         | 2 - 1 | Tilburg       | 25-22, 12-25, 20-18 |
| 15 settembre 2018 Zuiderpoort, Budel Durata: ? - Spettatori: ? | Velden        | 2 - 1 | KS Roosendaal | 25-13, 19-25, 15-12 |
| 15 settembre 2018 Zuiderpoort, Budel Durata: ? - Spettatori: ? | Velden        | 0 - 2 | Tilburg       | 18-25, 16-25        |
| 15 settembre 2018 Zuiderpoort, Budel Durata: ? - Spettatori: ? | KS Roosendaal | 0 - 2 | Ledûb         | 15-25, 6-25         |

##### Classifica
| Pos | Squadra       | Pt | G | V | P | SV | SP | Ratio | PF  | PS  | Ratio |
| --- | ------------- | -- | - | - | - | -- | -- | ----- | --- | --- | ----- |
| 1   | Ledûb         | 6  | 3 | 3 | 0 | 6  | 2  |       | 170 | 142 |       |
| 2   | Tilburg       | 5  | 3 | 2 | 1 | 5  | 2  |       | 166 | 137 |       |
| 3   | Velden        | 3  | 3 | 1 | 2 | 3  | 5  |       | 149 | 167 |       |
| 4   | KS Roosendaal | 1  | 3 | 0 | 3 | 1  | 6  |       | 117 | 160 |       |

#### Girone F

##### Risultati
| 15 settembre 2018 Pr. Willem Alexanderhal, Epe Durata: ? - Spettatori: ? | Dynamo Apeldoorn 2 | 1 - 2 | Keistad            | 20-25, 25-22, 15-17 |
| 15 settembre 2018 Pr. Willem Alexanderhal, Epe Durata: ? - Spettatori: ? | ORMI               | 0 - 2 | Olympia            | 14-25, 20-25        |
| 15 settembre 2018 Pr. Willem Alexanderhal, Epe Durata: ? - Spettatori: ? | Dynamo Apeldoorn 2 | 2 - 0 | ORMI               | 25-22, 25-13        |
| 15 settembre 2018 Pr. Willem Alexanderhal, Epe Durata: ? - Spettatori: ? | Keistad            | 0 - 2 | Olympia            | 21-25, 21-25        |
| 15 settembre 2018 Pr. Willem Alexanderhal, Epe Durata: ? - Spettatori: ? | Keistad            | 2 - 0 | ORMI               | 25-14, 25-19        |
| 15 settembre 2018 Pr. Willem Alexanderhal, Epe Durata: ? - Spettatori: ? | Olympia            | 2 - 1 | Dynamo Apeldoorn 2 | 17-25, 25-19, 19-17 |

##### Classifica
| Pos | Squadra            | Pt | G | V | P | SV | SP | Ratio | PF  | PS  | Ratio |
| --- | ------------------ | -- | - | - | - | -- | -- | ----- | --- | --- | ----- |
| 1   | Olympia            | 6  | 3 | 3 | 0 | 6  | 1  |       | 161 | 137 |       |
| 2   | Keistad            | 4  | 3 | 2 | 1 | 4  | 3  |       | 156 | 143 |       |
| 3   | Dynamo Apeldoorn 2 | 4  | 3 | 1 | 2 | 4  | 4  |       | 171 | 160 |       |
| 4   | ORMI               | 0  | 3 | 0 | 3 | 0  | 6  |       | 102 | 150 |       |

#### Girone G

##### Risultati
| 15 settembre 2018 De Meerwaarde, Barneveld Durata: ? - Spettatori: ? | SSS  | 2 - 0 | VTC  | 25-23, 25-22       |
| 15 settembre 2018 De Meerwaarde, Barneveld Durata: ? - Spettatori: ? | WIK  | 2 - 0 | Thor | 25-17, 25-19       |
| 15 settembre 2018 De Meerwaarde, Barneveld Durata: ? - Spettatori: ? | SSS  | 2 - 0 | WIK  | 25-22, 25-22       |
| 15 settembre 2018 De Meerwaarde, Barneveld Durata: ? - Spettatori: ? | VTC  | 2 - 0 | Thor | 25-16, 27-25       |
| 15 settembre 2018 De Meerwaarde, Barneveld Durata: ? - Spettatori: ? | VTC  | 0 - 2 | WIK  | 23-25, 22-25       |
| 15 settembre 2018 De Meerwaarde, Barneveld Durata: ? - Spettatori: ? | Thor | 1 - 2 | SSS  | 26-24, 17-25, 7-15 |

##### Classifica
| Pos | Squadra | Pt | G | V | P | SV | SP | Ratio | PF  | PS  | Ratio |
| --- | ------- | -- | - | - | - | -- | -- | ----- | --- | --- | ----- |
| 1   | SSS     | 6  | 3 | 3 | 0 | 6  | 1  |       | 164 | 139 |       |
| 2   | WIK     | 4  | 3 | 2 | 1 | 4  | 2  |       | 144 | 131 |       |
| 3   | VTC     | 2  | 3 | 1 | 2 | 2  | 4  |       | 142 | 141 |       |
| 4   | Thor    | 1  | 3 | 0 | 3 | 1  | 6  |       | 127 | 166 |       |

#### Girone H

##### Risultati
| 15 settembre 2018 Kees Boekehal, Bilthoven Durata: ? - Spettatori: ? | Irene       | 2 - 1 | Spaarnestad | 22-25, 25-23, 15-13 |
| 15 settembre 2018 Kees Boekehal, Bilthoven Durata: ? - Spettatori: ? | Zaanstad    | 2 - 1 | Armixtos    | 25-19, 24-26, 16-14 |
| 15 settembre 2018 Kees Boekehal, Bilthoven Durata: ? - Spettatori: ? | Irene       | 1 - 2 | Zaanstad    | 25-22, 22-25, 14-16 |
| 15 settembre 2018 Kees Boekehal, Bilthoven Durata: ? - Spettatori: ? | Spaarnestad | 0 - 2 | Armixtos    | 23-25, 17-25        |
| 15 settembre 2018 Kees Boekehal, Bilthoven Durata: ? - Spettatori: ? | Spaarnestad | 0 - 2 | Zaanstad    | 15-25, 20-25        |
| 15 settembre 2018 Kees Boekehal, Bilthoven Durata: ? - Spettatori: ? | Armixtos    | 2 - 0 | Irene       | 25-12, 25-18        |

##### Classifica
| Pos | Squadra     | Pt | G | V | P | SV | SP | Ratio | PF  | PS  | Ratio |
| --- | ----------- | -- | - | - | - | -- | -- | ----- | --- | --- | ----- |
| 1   | Zaanstad    | 6  | 3 | 3 | 0 | 6  | 2  |       | 178 | 155 |       |
| 2   | Armixtos    | 5  | 3 | 2 | 1 | 5  | 2  |       | 159 | 135 |       |
| 3   | Irene       | 3  | 3 | 1 | 2 | 3  | 5  |       | 153 | 174 |       |
| 4   | Spaarnestad | 1  | 3 | 0 | 3 | 1  | 6  |       | 136 | 162 |       |

#### Girone I

##### Risultati
| 15 settembre 2018 Houtrust sporthal, L'Aia Durata: ? - Spettatori: ? | Inter Rijswijk        | 2 - 0 | Kalinko               | 25-20, 25-19        |
| 15 settembre 2018 Houtrust sporthal, L'Aia Durata: ? - Spettatori: ? | Next Volley Dordrecht | 1 - 2 | Leython               | 19-25, 26-24, 2-15  |
| 15 settembre 2018 Houtrust sporthal, L'Aia Durata: ? - Spettatori: ? | Inter Rijswijk        | 1 - 2 | Next Volley Dordrecht | 23-25, 25-23, 15-17 |
| 15 settembre 2018 Houtrust sporthal, L'Aia Durata: ? - Spettatori: ? | Kalinko               | 0 - 2 | Leython               | 23-25, 20-25        |
| 15 settembre 2018 Houtrust sporthal, L'Aia Durata: ? - Spettatori: ? | Kalinko               | 2 - 0 | Next Volley Dordrecht | 25-11, 25-16        |
| 15 settembre 2018 Houtrust sporthal, L'Aia Durata: ? - Spettatori: ? | Leython               | 1 - 2 | Inter Rijswijk        | 25-19, 21-25, 10-15 |

##### Classifica
| Pos | Squadra               | Pt | G | V | P | SV | SP | Ratio | PF  | PS  | Ratio |
| --- | --------------------- | -- | - | - | - | -- | -- | ----- | --- | --- | ----- |
| 1   | Leython               | 5  | 3 | 2 | 1 | 5  | 3  |       | 170 | 149 |       |
| 2   | Inter Rijswijk        | 5  | 3 | 2 | 1 | 5  | 3  |       | 172 | 160 |       |
| 3   | Next Volley Dordrecht | 3  | 3 | 1 | 2 | 3  | 5  |       | 139 | 177 |       |
| 4   | Kalinko               | 2  | 3 | 1 | 2 | 2  | 4  |       | 132 | 127 |       |

### Round 2

#### Girone A

##### Risultati
| 27 ottobre 2018 Dikkenshal, Wierden Durata: ? - Spettatori: ? | WVC          | 0 - 3 | Sudosa-Desto | 19-25, 15-25, 15-25        |
| 27 ottobre 2018 Dikkenshal, Wierden Durata: ? - Spettatori: ? | Sudosa-Desto | 3 - 1 | Alterno 2    | 25-20, 25-15, 20-25, 25-19 |
| 27 ottobre 2018 Dikkenshal, Wierden Durata: ? - Spettatori: ? | Alterno 2    | 3 - 0 | WVC          | 25-23, 25-19, 25-22        |

##### Classifica
| Pos | Squadra      | Pt | G | V | P | SV | SP | Ratio | PF  | PS  | Ratio |
| --- | ------------ | -- | - | - | - | -- | -- | ----- | --- | --- | ----- |
| 1   | Sudosa-Desto | 6  | 2 | 2 | 0 | 6  | 1  |       | 170 | 128 |       |
| 2   | Alterno 2    | 4  | 2 | 1 | 1 | 4  | 3  |       | 154 | 159 |       |
| 3   | WVC          | 2  | 2 | 0 | 2 | 2  | 6  |       | 113 | 150 |       |

#### Girone B

##### Risultati
| 27 ottobre 2018 De Haambrink, Mariaparochie Durata: ? - Spettatori: ? | Krekkers | 3 - 2 | Donitas  | 25-23, 25-20, 14-25, 22-25, 15-12 |
| 27 ottobre 2018 De Haambrink, Mariaparochie Durata: ? - Spettatori: ? | Donitas  | 3 - 0 | WSV      | 26-24, 25-19, 25-18               |
| 27 ottobre 2018 De Haambrink, Mariaparochie Durata: ? - Spettatori: ? | WSV      | 2 - 3 | Krekkers | 25-22, 25-19, 24-26, 20-25, 9-15  |

##### Classifica
| Pos | Squadra  | Pt | G | V | P | SV | SP | Ratio | PF  | PS  | Ratio |
| --- | -------- | -- | - | - | - | -- | -- | ----- | --- | --- | ----- |
| 1   | Krekkers | 6  | 2 | 2 | 0 | 6  | 4  |       | 208 | 208 |       |
| 2   | Donitas  | 5  | 2 | 1 | 1 | 5  | 3  |       | 181 | 162 |       |
| 3   | WSV      | 2  | 2 | 0 | 2 | 2  | 6  |       | 164 | 183 |       |

#### Girone C

##### Risultati
| 27 ottobre 2018 Prima Donna Kaas Arena, Huizen Durata: ? - Spettatori: ? | Huizen           | 0 - 3 | Orion            | 22-25, 13-25, 18-25              |
| 27 ottobre 2018 Prima Donna Kaas Arena, Huizen Durata: ? - Spettatori: ? | Orion            | 2 - 3 | Dynamo Apeldoorn | 25-23, 20-25, 25-19, 22-25, 9-15 |
| 27 ottobre 2018 Prima Donna Kaas Arena, Huizen Durata: ? - Spettatori: ? | Dynamo Apeldoorn | 3 - 1 | Huizen           | 25-21, 23-25, 25-15, 25-16       |

##### Classifica
| Pos | Squadra          | Pt | G | V | P | SV | SP | Ratio | PF  | PS  | Ratio |
| --- | ---------------- | -- | - | - | - | -- | -- | ----- | --- | --- | ----- |
| 1   | Dynamo Apeldoorn | 6  | 2 | 2 | 0 | 6  | 3  |       | 205 | 178 |       |
| 2   | Orion            | 5  | 2 | 1 | 1 | 5  | 3  |       | 176 | 160 |       |
| 3   | Huizen           | 1  | 2 | 0 | 2 | 1  | 6  |       | 130 | 173 |       |

#### Girone D

##### Risultati
| 27 ottobre 2018 De Meerwaarde, Barneveld Durata: ? - Spettatori: ? | SSS      | 3 - 2 | Zaanstad | 27-29, 25-19, 20-25, 25-22, 15-13 |
| 27 ottobre 2018 De Meerwaarde, Barneveld Durata: ? - Spettatori: ? | Zaanstad | 3 - 0 | Veracles | 25-22, 25-23, 25-16               |
| 27 ottobre 2018 De Meerwaarde, Barneveld Durata: ? - Spettatori: ? | Veracles | 0 - 3 | SSS      | 23-25, 18-25, 21-25               |

##### Classifica
| Pos | Squadra  | Pt | G | V | P | SV | SP | Ratio | PF  | PS  | Ratio |
| --- | -------- | -- | - | - | - | -- | -- | ----- | --- | --- | ----- |
| 1   | SSS      | 6  | 2 | 2 | 0 | 6  | 2  |       | 187 | 170 |       |
| 2   | Zaanstad | 5  | 2 | 1 | 1 | 5  | 3  |       | 183 | 173 |       |
| 3   | Veracles | 0  | 2 | 0 | 2 | 0  | 6  |       | 123 | 150 |       |

#### Girone E

##### Risultati
| 27 ottobre 2018 Activiahal, Sint Anthonis Durata: ? - Spettatori: ? | Activia  | 3 - 0 | Olympia  | 25-12, 25-22, 25-18 |
| 27 ottobre 2018 Activiahal, Sint Anthonis Durata: ? - Spettatori: ? | Olympia  | 0 - 3 | Peelpush | 16-25, 20-25, 22-25 |
| 27 ottobre 2018 Activiahal, Sint Anthonis Durata: ? - Spettatori: ? | Peelpush | 3 - 0 | Activia  | 25-18, 25-15, 25-18 |

##### Classifica
| Pos | Squadra  | Pt | G | V | P | SV | SP | Ratio | PF  | PS  | Ratio |
| --- | -------- | -- | - | - | - | -- | -- | ----- | --- | --- | ----- |
| 1   | Peelpush | 6  | 2 | 2 | 0 | 6  | 0  |       | 150 | 109 |       |
| 2   | Activia  | 3  | 2 | 1 | 1 | 3  | 3  |       | 126 | 127 |       |
| 3   | Olympia  | 0  | 2 | 0 | 2 | 0  | 6  |       | 110 | 150 |       |

#### Girone F

##### Risultati
| 27 ottobre 2018 De Bloemerd, Leiderdorp Durata: ? - Spettatori: ? | Leython | 0 - 3 | Ledûb   | 19-25, 10-25, 21-25               |
| 27 ottobre 2018 De Bloemerd, Leiderdorp Durata: ? - Spettatori: ? | Ledûb   | 2 - 3 | Utrecht | 13-25, 25-22, 23-25, 25-23, 12-15 |
| 27 ottobre 2018 De Bloemerd, Leiderdorp Durata: ? - Spettatori: ? | Utrecht | 3 - 2 | Leython | 25-22, 21-25, 25-9, 21-25, 15-7   |

##### Classifica
| Pos | Squadra | Pt | G | V | P | SV | SP | Ratio | PF  | PS  | Ratio |
| --- | ------- | -- | - | - | - | -- | -- | ----- | --- | --- | ----- |
| 1   | Utrecht | 6  | 2 | 2 | 0 | 6  | 4  |       | 217 | 186 |       |
| 2   | Ledûb   | 5  | 2 | 1 | 1 | 5  | 3  |       | 173 | 160 |       |
| 3   | Leython | 2  | 2 | 0 | 2 | 2  | 6  |       | 138 | 182 |       |

#### Girone G

##### Risultati
| 27 ottobre 2018 Oostgaarde, Capelle aan den IJssel Durata: ? - Spettatori: ? | Capelle | 0 - 3 | Voltena | 19-25, 23-25, 23-25               |
| 27 ottobre 2018 Oostgaarde, Capelle aan den IJssel Durata: ? - Spettatori: ? | Voltena | 3 - 2 | VoCASA  | 25-20, 15-25, 25-22, 15-25, 15-10 |
| 27 ottobre 2018 Oostgaarde, Capelle aan den IJssel Durata: ? - Spettatori: ? | VoCASA  | 2 - 3 | Capelle | 25-21, 11-25, 19-25, 27-25, 5-15  |

##### Classifica
| Pos | Squadra | Pt | G | V | P | SV | SP | Ratio | PF  | PS  | Ratio |
| --- | ------- | -- | - | - | - | -- | -- | ----- | --- | --- | ----- |
| 1   | Voltena | 6  | 2 | 2 | 0 | 6  | 2  |       | 170 | 167 |       |
| 2   | VoCASA  | 4  | 2 | 0 | 2 | 4  | 6  |       | 189 | 206 |       |
| 3   | Capelle | 3  | 2 | 1 | 1 | 3  | 5  |       | 176 | 162 |       |

### Ottavi di finale
| 29 novembre 2018 Galgenwaard Sportcentrum, Utrecht Durata: ? - Spettatori: ? | Utrecht      | 3 - 2 | Flamingo's '56   | 20-25, 25-19, 18-25, 25-13, 15-8  |
| 1º dicembre 2018 Sporthal Olympus, Assen Durata: ? - Spettatori: ?           | Sudosa-Desto | 0 - 3 | Sliedrecht       | 16-25, 19-25, 22-25               |
| 1º dicembre 2018 Landstede Sportcentrum, Zwolle Durata: ? - Spettatori: ?    | Zwolle       | 2 - 3 | Alterno          | 21-25, 21-25, 25-21, 25-20, 10-15 |
| 2 dicembre 2018 Amstelcampus, Amsterdam Durata: ? - Spettatori: ?            | US           | 0 - 3 | Eurosped         | 14-25, 12-25, 21-25               |
| 1º dicembre 2018 De Haambrink, Mariaparochie Durata: ? - Spettatori: ?       | Krekkers     | 1 - 3 | Dynamo Apeldoorn | 19-25, 25-23, 21-25, 19-25        |
| 1º dicembre 2018 De Meerwaarde, Barneveld Durata: ? - Spettatori: ?          | SSS          | 0 - 3 | Apollo 8         | 11-25, 20-25, 15-25               |
| 1º dicembre 2018 De Crosser, Werkendam Durata: ? - Spettatori: ?             | Voltena      | 1 - 3 | Peelpush         | 17-25, 26-24, 17-25, 25-27        |
| 1º dicembre 2018 De Schalm, Ootmarsum Durata: ? - Spettatori: ?              | Set-Up'65    | 3 - 1 | Sneek            | 22-25, 25-15, 25-18, 25-21        |

### Quarti di finale
| 6 gennaio 2019 Galgenwaard Sportcentrum, Utrecht Durata: ? - Spettatori: ? | Utrecht          | 1 - 3 | Sliedrecht | 19-25, 25-14, 19-25, 15-25 |
| 6 gennaio 2019 Alternohal, Apeldoorn Durata: ? - Spettatori: ?             | Alterno          | 0 - 3 | Eurosped   | 24-26, 17-25, 18-25        |
| 6 gennaio 2019 Sporthal Mheenpark, Apeldoorn Durata: ? - Spettatori: ?     | Dynamo Apeldoorn | 1 - 3 | Apollo 8   | 19-25, 17-25, 25-21, 18-25 |
| 6 gennaio 2019 De Korref, Meijel Durata: ? - Spettatori: ?                 | Peelpush         | 1 - 3 | Set-Up'65  | 19-25, 25-18, 10-25, 17-25 |

### Semifinali
| 31 gennaio 2019 De Basis, Sliedrecht Durata: ? - Spettatori: ? | Sliedrecht | 3 - 1 | Eurosped  | 25-20, 14-25, 25-11, 25-15        |
| 30 gennaio 2019 de Veste, Borne Durata: ? - Spettatori: ?      | Apollo 8   | 3 - 2 | Set-Up'65 | 25-21, 25-27, 25-19, 20-25, 15-13 |

### Finale
| 17 febbraio 2019 Landstede Sportcentrum, Zwolle Durata: ? - Spettatori: ? | Sliedrecht | 3 - 0 | Apollo 8 | 25-16, 25-23, 25-16 |